# Гай Корнелий Цетег (консул 197 года до н. э.)
Гай Корнелий Цетег (лат. Gaius Cornelius Cethegus; III—II века до н. э.) — римский военачальник и политический деятель из патрицианского рода Корнелиев, консул 197 года до н. э., цензор 194 года до н. э. Во время консулата одержал победу над галльским племенем инсубров.

## Происхождение
Гай Корнелий принадлежал к одному из самых знатных и разветвлённых родов Рима, имевшему этрусское происхождение. Наряду с Марком Корнелием, консулом 204 года до н. э., он был одним из двух первых упоминающихся в источниках носителей когномена Цетег (Cethegus или Cetegus). Из Капитолийских фаст известно, что Гай был сыном Луция, внуком Марка, а Марк — сыном Марка, внуком Марка; отсюда исследователи делают вывод, что эти Цетеги были двоюродными братьями, и их общий дед, Марк Корнелий, чья деятельность должна приходиться на Первую Пуническую войну, уже носил данный когномен.

## Биография
Первое упоминание о Гае Корнелии в источниках относится к 201 году до н. э., когда он, предположительно будучи частным человеком, получил в результате плебисцита полномочия проконсула и был направлен в Испанию, на смену наместнику Луцию Корнелию Лентулу. С ним была специально сформированная провинциальная армия, включавшая один римский легион и пятнадцать когорт союзников. Известно, что в 200 году до н. э. Цетег одержал большую победу в землях седетанов, причём, согласно Ливию, противник потерял 15 тысяч человек убитыми. В своё отсутствие Гай Корнелий был избран курульным эдилом на 199 год до н. э. и вернулся в Рим, чтобы занять эту должность. Им были организованы «с великой роскошью» Римские игры.
В 197 году до н. э., минуя претуру, Гай Корнелий получил консулат; его коллегой стал плебей Квинт Минуций Руф. Плиний Старший сообщает, что сразу после своего избрания Цетег организовал раздачу вина гражданам. Консулы хотели бросать жребий, чтобы определить, чьей провинцией станет Италия, а чьей — Македония, где к тому моменту уже три года шла война с царём Филиппом, но тут свой протест заявили народные трибуны. Последние считали, что частая смена командования вредна во время больших войн, а потому лучше продлить полномочия на Балканах Тита Квинкция Фламинина, оставив обоих консулов в Италии. Цетег и Руф согласились передать дело на рассмотрение сената, а тот поддержал трибунов.
Весной 197 года до н. э. консулы двинулись на север Италии. Квинт Минуций отправился усмирять лигуров, а Гай Корнелий начал боевые действия против галлов. Ему противостояла объединённая армия инсубров, ценоманов и бойев, но последние вскоре ушли домой, так как узнали, что Руф грабит их земли. Цетегу удалось заключить тайный союз с ценоманами; в результате в начавшемся сражении он одержал полную победу, перебив, по данным Ливия, до 35 тысяч инсубров. В плен к римлянам попал карфагенский полководец Гамилькар, из-за которого галлы начали эту войну. Римские колонии Плаценция и Кремона были освобождены от осады, а многие жители этих городов спасены из плена. За эти заслуги Гай Корнелий был удостоен по возвращении в Рим триумфа; он добивался той же почести и для своего коллеги, но сенат ему отказал.
В 194 году до н. э. Цетег достиг вершины своей карьеры — стал цензором совместно с плебеем Секстом Элием Петом. Во главе списка сенаторов эти цензоры поставили Публия Корнелия Сципиона Африканского, бывшего тогда консулом; по инициативе последнего Цетег и Пет выделили для сенаторов особые места на играх, что вызвало большое недовольство плебса. В том же году Гай Корнелий освятил храм Юноны Спасительницы, построенный во исполнение обета трёхлетней давности.
В последний раз Цетег упоминается в источниках в связи с событиями 193 года до н. э. Вместе со Сципионом Африканским и Квинтом Минуцием Руфом (своим коллегой по консулату) он совершил официальную поездку в Африку, чтобы урегулировать территориальный спор между Карфагеном и царём Нумидии Массиниссой. Послы, «рассмотрев дело и выслушав спорящих, не сочли правыми или виноватыми ни тех, ни других и оставили всё как было», поскольку Риму в тот момент была выгодна нестабильность в Африке. Таким образом, это посольство положило начало политике стравливания Нумидии с Карфагеном, ставшей традицией для Рима на последующие сорок лет.

## Потомки
В источниках упоминается некто Луций Корнелий Цетег, один из обвинителей Сервия Сульпиция Гальбы в 149 году до н. э.. По сообщению Тита Ливия известен тем, что в 150 году до н.э. поддержал речь народного трибуна Луция Скрибония Либона с требованием расследования деятельности Сервия Сульпиция Гальбы, и Гальба произнёс речь и против него. Существует предположение, что это сын Гая Корнелия.